# ПЭС Цзянься
Цзянься (江厦潮汐电站) — четвёртая по величине приливная электростанция в мире. Расположена в городе Вантувенлин, провинция Чжэцзян, Китай.
Хотя в плане было запланировано построить ПЭС на 3000 кВт, построили станцию на 3200 кВт, состоящей из 1 агрегата по 500 кВт, 1 агрегата по 600 кВт, и 3-х агрегатов по 700 кВт, на общую установленную мощность до 3200 кВт.
Были внесены предложения установить шестой агрегат по 700 кВ, но этот агрегат еще не был установлен. предприятие производит до 6,5 ГВт / ч энергии ежегодно.

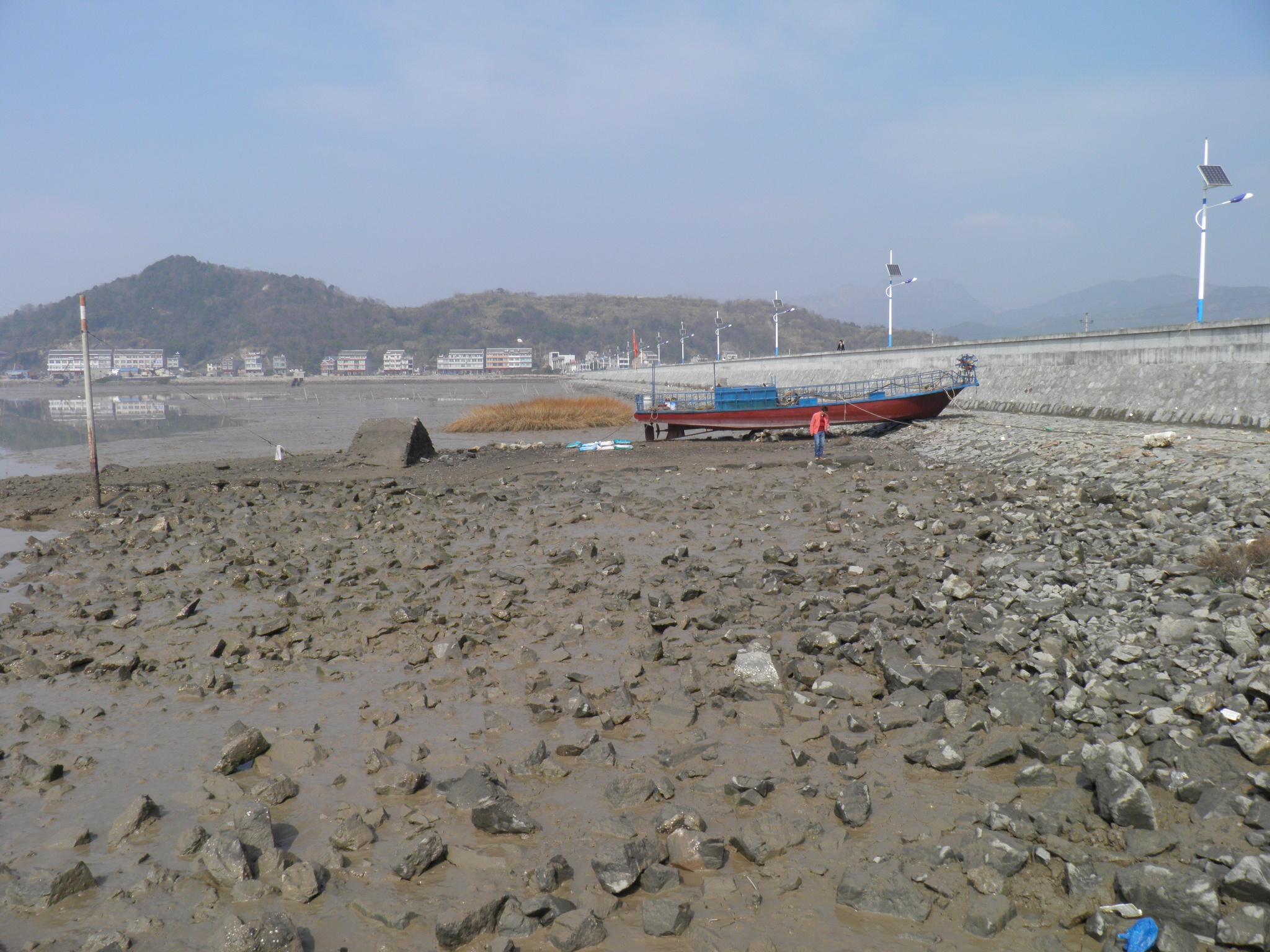
Приливная плотина ПЭС Цзянься

На территории также размещается блок солнечной энергии.
Мощность блока 40 кВт с примерным объемом производства 45 000 кВтч в год.
Блок солнечной энергии состоит из 216 штук 186 Вт монокристаллических солнечных модулей производства Perlight Sun.
Электростанция снабжает энергией небольшие деревни примерно в 20 км (12 миль) вокруг, через 35-киловольтную линию электропередачи. Максимальная амплитуда прилива в устье составляет 8,39 м (27,5 фута).